# WOLFシステム
WOLFシステム（ウルフシステム）は、タイトーが開発し1998年に発表したアーケードゲーム用のシステム基板である。

## 概要
最大の特徴は、一般的なPC/AT互換機の技術をベースに設計されている点である。ECSのLPXマザーボード、P5TX-L5をベースにし、その上に画面描画・サウンド機能の搭載されたボード、さらにその上にゲームデータを収録したROMボードという、3枚重ねの基板であった。OSにはMS-DOSを採用している。しかしながら、当時のPCは、ハード・OS共に、アーケードゲームで主流のアクション・シューティングゲーム等に適したものとは言えず、対応ソフトも1998年に稼働した『サイキックフォース2012 』だけであったことから、現在のPCベース基板のような開発利便性、部品コスト低減にあまり効果が無かったようである。

## 基板スペック
CPUインテル MMX対応Pentiumプロセッサ 200 MHz
GPU3dfx製 voodoo1 VRAM12MB搭載